# Кайбицький район
Кайбицький район (рос. Кайбицкий район, тат. Кайбыч муниципаль районы, Qaybıç munitsipal' rayonı) — муніципальний район у складі Республіки Татарстан Російської Федерації.
Адміністративний центр — село Великі Кайбиці.

## Адміністративний устрій
До складу району входять 17 сільських поселень:
1. Багаєвське сільське поселення
2. Великокайбицьке сільське поселення
3. Великоподберезинське сільське поселення
4. Великорусаковське сільське поселення
5. Бурундуковське сільське поселення
6. Ебалаковське сільське поселення
7. Кулангинське сільське поселення
8. Кушманське сільське поселення
9. Маломеминське сільське поселення
10. Молькеєвське сільське поселення
11. Муралінське сільське поселення
12. Надеждинське сільське поселення
13. Старотябердинське сільське поселення
14. Ульянковське сільське поселення
15. Федоровське сільське поселення
16. Хозесановське сільське поселення
17. Чутеєвське сільське поселення